# 葉李華
葉李華（1962年—）生於高雄市，國立台灣大學電機系畢業，加州大學柏克萊分校理論物理博士，致力推廣中文科幻與通俗科學十餘年。任交通大學科幻研究中心主任兼建築研究所助理教授，並任教於國立台灣大學、國立清華大學、國立臺灣師範大學與國立政治大學。

## 葉李華與科幻
與香港科幻大師倪匡有著近二十多年的情誼，被暱稱為「小友」的葉李華老師，在華人地區推廣中文科幻，並在華人文壇舉辦倪匡科幻獎，極力提攜華文科幻作家。其中邀請海內外著名的科幻與通俗小說家如黃海、張系國、張草、蘇逸平，及倪匡本人，擔任文學獎的評審。另外在此文學獎的為了鼓勵新銳作家，會邀請歷屆首獎得獎者回鍋擔任當中的評審。當中如李知昂、高志峰、王經意等初審評審，都是歷屆首獎得主，這也是此文學獎的特色。
而身為科學人，葉李華老師除了以文學獎推廣科幻外，另外在2005年起，也在全國開始推廣「科學、科技、科幻」的巡迴演講，目的就是希望科學、科技、科幻這些看似困難的東西，可以透過與民眾近距離的接觸，推廣科普文學，並教育大眾可以擁有科學精神。此巡迴演講就結合了許多科學、學術、科幻文學、科技等界的專家，一起推動全民全面性的「科學教育」。

## 得獎紀錄
- 中國時報張系國科幻小說獎首獎。
- 吳大猷科學普及著作獎銀籤獎。

## 著作
- 《時空遊戲》（科幻小說集）（知識系統，一九九〇）
- 衛斯理回憶錄系列
  - 之一《錯構》（皇冠，二〇〇六）
  - 之二《同位》（皇冠，二〇〇六）
  - 之三《蓋世》（皇冠，二〇〇七）
  - 之四《移心》（皇冠，二〇〇七）
  - 之五《嵌合》（皇冠，二〇〇七）
  - 之六《天算》（皇冠，二〇〇八）
  - 之七《瀰散》（皇冠，二〇〇八）
  - 之八《乍現》（皇冠，二〇〇八）
  - 之九《背反》（皇冠，二〇〇九）
  - 之十《浩淼》（皇冠，二〇〇九）

## 主編
- 《科幻研究學術論文集》 　　　 （交大，二〇〇四）
- 《倪匡科幻獎作品集1上帝競賽》（貓頭鷹，二〇〇五）
- 《倪匡科幻獎作品集2百年一瞬》（貓頭鷹，二〇〇五）
- 《石油用完了怎麼辦？》　　　　（貓頭鷹，二〇〇七）
- 《倪匡科幻獎作品集3笨小孩》（貓頭鷹，二〇〇九）
- 《倪匡科幻獎作品集4死亡考試》（貓頭鷹，二〇一一）

## 科幻翻譯
- 《正子人》　　　　　（天下文化，二〇〇〇）
- 《醜小孩》　　　　　（天下文化，二〇〇一）
- 《基地》　　　　　　（奇幻基地，二〇〇四）
- 《基地與帝國》　　　（奇幻基地，二〇〇五）
- 《第二基地》　　　　（奇幻基地，二〇〇五）
- 《基地前奏》　　　　（奇幻基地，二〇〇五）
- 《基地締造者》　　　（奇幻基地，二〇〇六）
- 《基地邊緣》　　　　（奇幻基地，二〇〇六）
- 《基地與地球》　　　（奇幻基地，二〇〇六）
- 《我，機器人》　　　（貓頭鷹，二〇〇六）
- 《繁星若塵》　　　　（貓頭鷹，二〇〇六）
- 《星空暗流》　　　　（貓頭鷹，二〇〇六）
- 《蒼穹一粟》　　　　（貓頭鷹，二〇〇六）
- 《艾西莫夫機器人故事全集》（貓頭鷹，二〇〇九）

## 科普翻譯
- 《喜悅時光》　　　　　（天下文化，一九九四）
- 《大霹靂》　　　　　　（天下文化，一九九五）
- 《大自然的數學遊戲》　（天下文化，一九九六）
- 《宇宙的詩篇》（合譯）（天下文化，一九九七）
- 《電子世界》　　　　　（漢聲，一九九五）
- 《力與運動》　　　　　（漢聲，一九九五）
- 《光》　　　　　　　　（漢聲，一九九六）
- 《物質》　　　　　　　（漢聲，一九九六）
- 《胡桃裡的宇宙》　　　（大塊文化，二〇〇一）
- 《天文學》　　　　　　（貓頭鷹，二〇〇五）
- 《電的故事》　　　　　（貓頭鷹，二〇〇五）
- 《時間與空間》　　　　（貓頭鷹，二〇〇六）

## 外部連結
- 「科科網」個人網站：http://yehleehwa.net/ （页面存档备份，存于）
- 「科科創意研究室」廣播節目：http://leehwa.pixnet.net/blog （页面存档备份，存于）
- 「衛斯理回憶錄」udn部落格：http://blog.udn.com/Leehwa （页面存档备份，存于）